# Learn to Love You
Learn to Love You – singel Lisy Bund, który został wydany w 2007 roku przez Columbia Records. Został umieszczony na albumie Born Again.

## Lista utworów
- CD singel (2007)[1]

1. „Learn to Love You” – 3:36
2. „Flugzeuge im Bauch” – 2:58

## Notowania na listach sprzedaży
| Kraj       | Lista (2007)    | Najwyższa pozycja |
| ---------- | --------------- | ----------------- |
| Niemcy     | Top 100 Singles | 18                |
| Austria    | Singles Top 75  | 36                |
| Szwajcaria | Singles Top 100 | 66                |